# Gabriele Zappa
Pour les articles homonymes, voir Zappa (homonymie).
Gabriele Zappa, né le 22 décembre 1999 à Monza en Italie, est un footballeur italien, qui évolue au poste d'arrière droit au Cagliari Calcio.

## Biographie

### Débuts professionnels
Né à Monza en Italie, Gabriele Zappa est formé par l'Inter Milan, où il signe son premier contrat professionnel le 10 avril 2018. Avec la Primavera il remporte notamment le championnat lors de la saison 2017-2018. Zappa poursuit sa formation au Delfino Pescara 1936, qu'il rejoint en 2019. C'est avec ce club qu'il fait ses débuts en professionnels, jouant son premier match le 18 août 2019, lors d'une rencontre de coupe d'Italie contre l'Empoli FC. Il entre en jeu à la place de Matteo Brunori et son équipe s'incline par deux buts à un.

### Cagliari Calcio
Le 8 septembre 2020, Gabriele Zappa s'engage avec le Cagliari Calcio, sous forme de prêt d'une saison avec obligation d'achat,. 
Il joue son premier match sous ses nouvelles couleurs le 20 septembre 2020, faisant ses débuts en Serie A lors de la première journée de la saison 2020-2021 face à l'US Sassuolo. Il entre en jeu à la place de Fabrizio Caligara ce jour-là, et les deux équipes se séparent sur un match nul (1-1).
Zappa inscrit son premier but pour le club le 10 mars 2023, lors d'une rencontre de championnat contre l'Ascoli Calcio. Titularisé, il participe à la victoire de son équipe par quatre buts à un,.

### En équipe nationale
Gabriele Zappa représente l'équipe d'Italie des moins de 18 ans à trois reprises, entre septembre et octobre 2016.
Le 15 novembre 2020, il figure pour la première fois sur le banc des remplaçants de l'équipe nationale espoirs, mais sans entrer en jeu, lors d'une rencontre face au Luxembourg. Ce match gagné 0-4 rentre dans le cadre des éliminatoires de l'Euro espoirs 2021. Trois jours plus tard, il entre en jeu avec les espoirs, contre la Suède. Il se met immédiatement en évidence en délivrant une passe décisive (victoire 4-1).